# 圣西尔格德普拉德
圣西尔格德普拉德（法語：Saint-Cirgues-de-Prades，法語發音：[sɛ̃ siʁɡ də pʁad]，意为“普拉德的圣西尔格”）是法国阿尔代什省的一个市镇，属于拉让蒂耶尔区。

## 地理
圣西尔格德普拉德（44°37'25"N, 4°16'18"E）面积3.48 平方千米，位于法国奥弗涅-罗讷-阿尔卑斯大区阿尔代什省，该省份为法国东南部内陆省份，北起顺时针与卢瓦尔省、伊泽尔省、德龙省、沃克吕兹省、加尔省、洛泽尔省和上盧瓦爾省接壤。
与圣西尔格德普拉德接壤的市镇（或旧市镇、城区）包括：法布拉斯、若雅克、朗蒂耶尔、普拉德、普吕内。

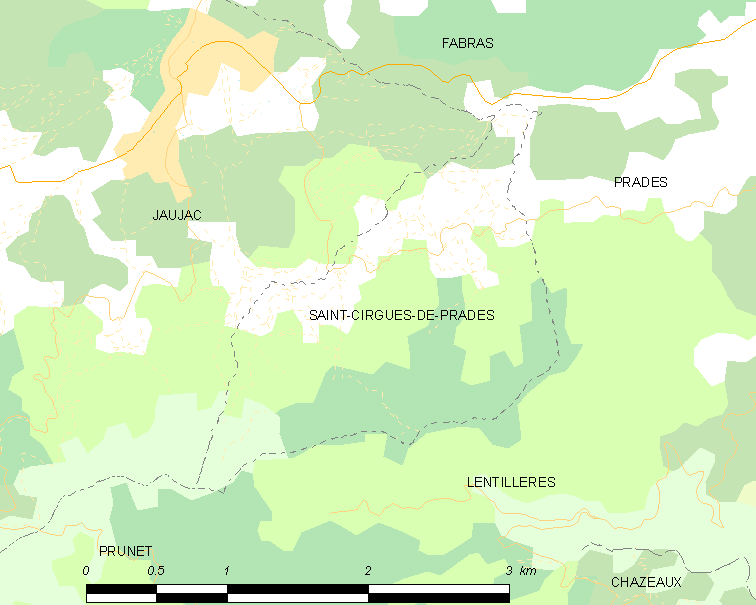
圣西尔格德普拉德的OSM定位图

圣西尔格德普拉德的时区为UTC+01:00、UTC+02:00（夏令时）。

## 行政
圣西尔格德普拉德的邮政编码为07380，INSEE市镇编码为07223。

## 政治
圣西尔格德普拉德所属的省级选区为上阿尔代什县。

## 人口

1962-2008年间圣西尔格德普拉德人口变化图示

圣西尔格德普拉德于2022年1月1日时的人口数量为140人。